# Fotsulemuskeln

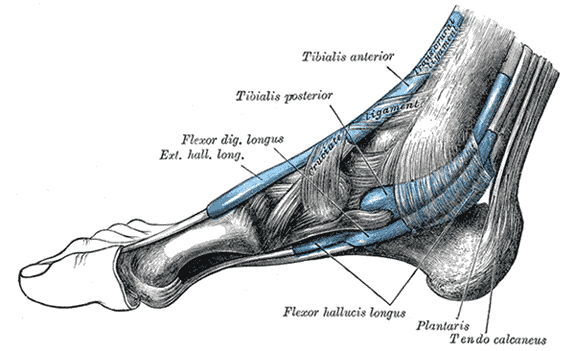

Fotsulemuskeln (musculus plantaris) utspringer på lårbenets nedre del och går via hälsenan (tendo calcaneus) och fäster in på hälbenet (tuber calcanei). Muskeln saknas helt hos 5-10% av befolkningen.

Smärtor i fotsulan avhjälps enklast med regelbunden massage, lämpligast av partner/maka.

## Funktioner
Muskeln tros vara ett proprioceptiskt organ för de större plantarflektorerna (m. gastrocnemius och m. soleus), på grund av sin höga andel muskelspolar som känner av muskellängden. Andra funktioner är en svag flexion i knäleden (art. genu) samt plantarflexion.
Trots att muskeln interagerar med den yttre vadmuskeln (m. gastrocnemius) tros muskeln ha en mycket liten om någon roll hos människan.

## Bilder

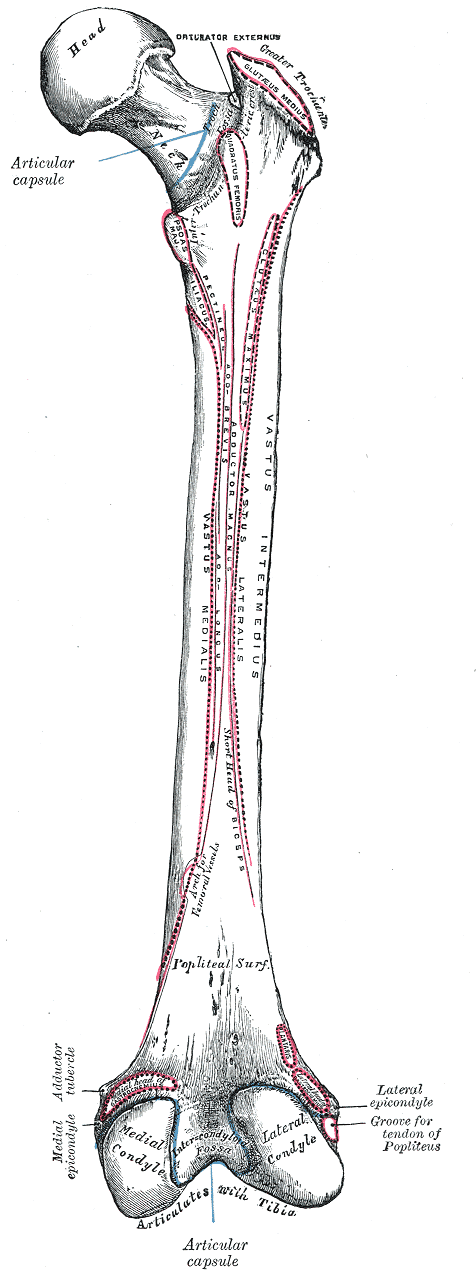
Höger lårben, sett bakifrån.
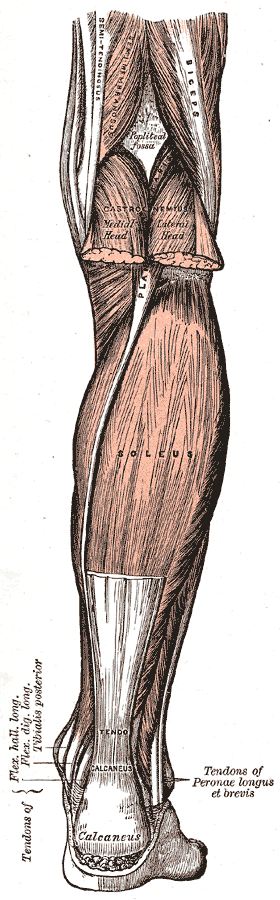
Muskler på benets baksida, ytliga lagret.